# Sympiesis sericeicornis
Sympiesis sericeicornis ist eine Erzwespe aus der Familie der Eulophidae. Der lateinische Namenszusatz sericeicornis bedeutet wörtlich in etwa „mit Hörnern aus Seide“. Die Erstbeschreibung geht auf Christian Gottfried Daniel Nees von Esenbeck im Jahr 1834 als Eulophus sericeicornis zurück.

## Taxonomie
Es gibt zahlreiche Synonyme der Art, darunter
- Eulophus sericeicornis Nees, 1834
- Sympiesis conica (Provancher, 1887)

## Merkmale
Die Erzwespen sind etwa 2 mm lang. Kopf, Thorax und Hinterleib sind bläulich schimmernd. Die Fühler sind gelbbraun gefärbt. Die Coxae, Trochanteren und Femora sind bläulich schimmernd. Die apikalen Enden der Femora sind weißlich gelb gefärbt. Die Tibien sind braun gefärbt mit weißlich gelben basalen und apikalen Enden. Die drei basalen Tarsenglieder sind weißlich gelb, die Tarsenspitzen sind verdunkelt.  

## Verbreitung
Sympiesis sericeicornis kommt in weiten Teil der Welt vor. In Europa reicht das Vorkommen von Schottland und Fennoskandinavien im Norden bis in den Mittelmeerraum. In Nordamerika und in Neuseeland ist die Art ebenfalls vertreten.

## Lebensweise
Sympiesis sericeicornis ist ein Ektoparasitoid. Es werden blattminierende Larven und Larven, die sich in Gespinsten an Blättern verpuppen, parasitiert. Die Wirtsarten kommen aus der Familie der Rüsselkäfer (Hypera conmaculata, Orchestes avellanae, Rhamphus oxyacanthae, Tachyerges salicis), aus der Familie der Minierfliegen, aus der Gattung Heterarthrus aus der Familie der Echten Blattwespen (Tenthredinidae) sowie aus verschiedenen Schmetterlingsfamilien, darunter Trugmotten, Miniermotten und Zwergminiermotten. Bekannte Wirtsarten sind die Rosskastanien-Miniermotte, Caloptilia elongella und die Eichenminiermotte. Sympiesis sericeicornis tritt auch als Hyperparasit von Microgastrinae aus der Familie der Brackwespen in Erscheinung.